# Piedra Alta
Le site du rocher de la Piedra Alta est un monument historique national établi aux portes de Florida, ville située à 105 km au nord de Montevideo, capitale de l'Uruguay. 

## Histoire

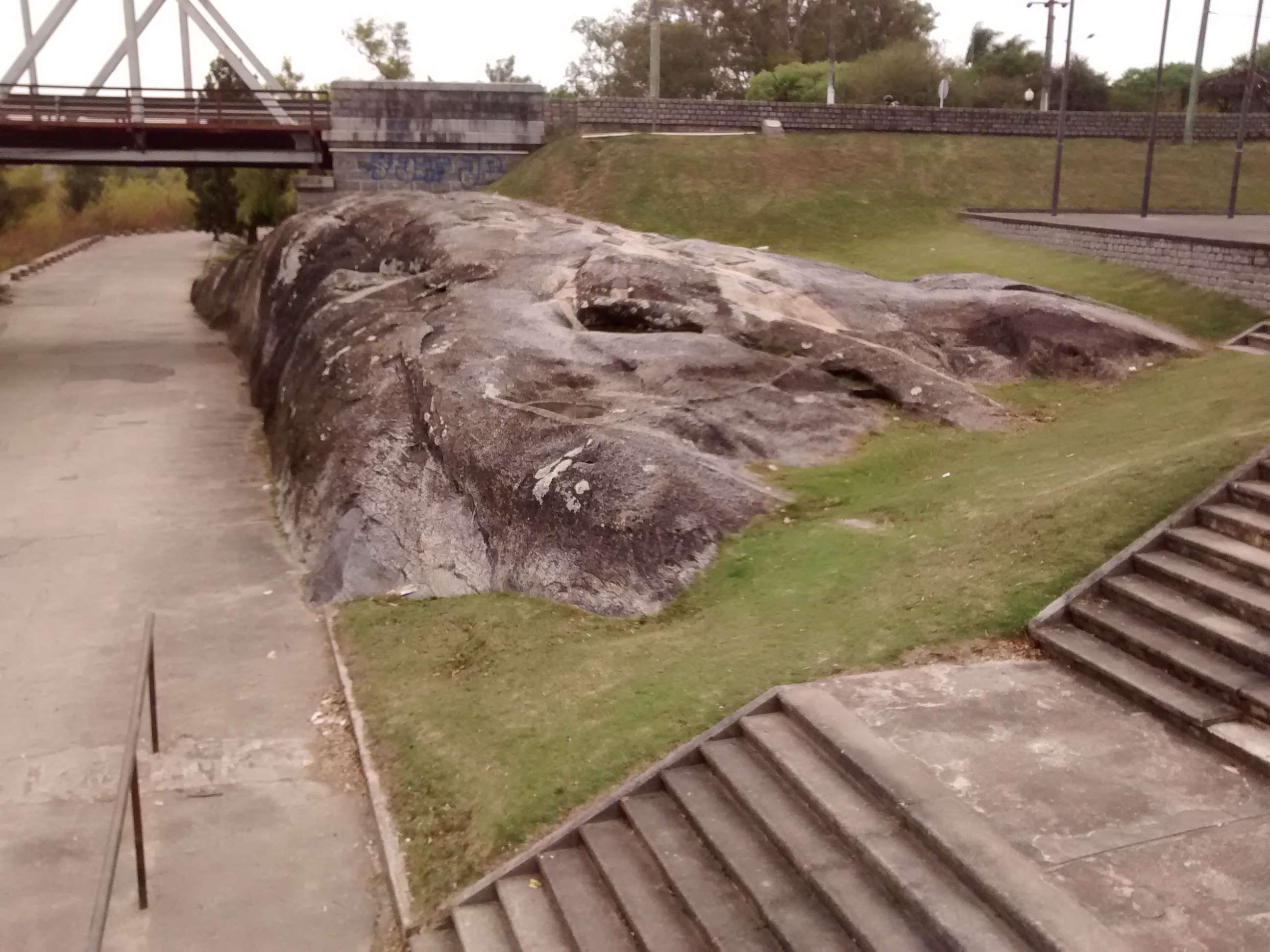
Site du rocher de la Piedra Alta près de la ville de Florida.

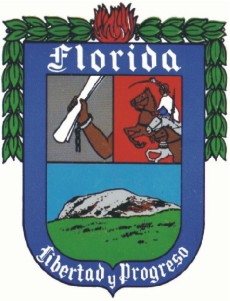
Le site de la Piedra Alta est représenté dans les armoiries de Florida.

La Piedra Alta (ce qui peut se traduire par « pierre haute » mais la forme originale est volontairement gardée dans le texte) est une formation rocheuse qui se trouve dans les environs de la ville de Florida, en Uruguay, au bord du río Santa Lucía Chico. 
Dans ce lieu, le Congrès du département de Florida promulgua les trois Lois fondamentales de la déclaration d'indépendance de l'Uruguay du 25 août 1825, proclamant l'indépendance de la province orientale de l'empire du Brésil (loi de l'indépendance), l'union aux Provinces-Unies du Río de la Plata (loi de l'Union) et la conception du nouveau drapeau de la province (loi du drapeau).
Pour cette cause, la Piedra Alta fut déclarée « Altar de la Patria » (en français : Autel de la patrie) en l'année 1900, ainsi que comme monument historique national. Au fil des années, diverses plaques de bronze ont été placées sur le rocher de Piedra Alta en hommage aux faits historiques qu'elle représente. De même, le site de la Piedra Alta figure sur le blason de la ville de Florida comme sur le drapeau du département.
Autour du site historique, le parc Prado de la Piedra Alta a été réalisé, qui inclut des espèces exotiques et autochtones. Au début du XXe siècle, l'Intendant du département de Florida voulait créer un parc d'espèces exotiques au bord du río Santa Lucía Chico. Ainsi Carlos Racine, un architecte paysagiste français, fut contacté  afin de réaliser le parc selon le critère du respect de la richesse et de la variété de la flore autochtone. Le parc Prado de la Piedra Alta fut inauguré en 1910 et fut remodelé la dernière fois en 1981
À côté du site de la Piedra Alta, un pont enjambe le río Santa Lucía Chico et constitue un des accès routiers à la ville de Florida, capitale du département homonyme. Sa construction donna lieu à de nombreux débats estimant que le site allait perdre de sa valeur historique et déprécier le monument alors que d'autres affirmaient qu'au contraire cette construction l'honorait tout en servant le progrès.